# Shen Fu
Pour les articles homonymes, voir Shen Fu (réalisateur) et Shen.
Shen Fu (沈復, EFEO Chen Fou) est un écrivain chinois né en 1763 sous la dynastie Qing à Suzhou et mort en 1810.

## Biographie
Il est d'une famille modeste. Dans son livre Six chapitres d'une vie flottante, il suit les traces de son père dans le métier de fonctionnaire. Il se marie en 1780 avec Chen Yun. Il n'aime pas spécialement ce travail et décide de faire des petits boulots en faisant du commerce et en vivant une vie de bohème ou il vendra ses tableaux. Il voyage et a des histoires avec des prostituées. Sa femme malade meurt avant lui. Il a souvent des brouilles avec sa famille notamment lors de l'héritage après la mort de son père.

## Traductions françaises
- Shen Fu, Six récits au fil inconstant des jours, trad. Pierre Ryckmans, 1966
- Chen Fou, Récits d'une vie fugitive. Mémoires d'un lettré pauvre, trad. Jacques Reclus, avec une préface de Paul Demiéville, Gallimard, « Connaissance de l'Orient », 1967
- Shen Fu, Six récits au fil inconstant des jours, JC Lattès, 2009